# Куца-Чапенко Олена Степанівна
Оле́на Степа́нівна Куца-Чапе́нко (нар. 16 червня 1979, м. Переяслав-Хмельницький) — українська мисткиня, майстриня художньої вишивки, живописець, художниця театру. Член Національної спілки художників України (секція «Декоративно-прикладне мистецтво»).

## Біографія
Батьки — художниця декоративно-прикладного мистецтва Надія Куца і скульптор Степан Куций.
Випускниця Національної академії образотворчого мистецтва та архітектури. Із 2004 року — художник-постановник оперної студії Національної музичної академії України ім. П. І. Чайковського.

## Творчість
Олена Куца-Чапенко працює в галузі художнього текстилю.
Працювала над виставами: «Наталка Полтавка» М. Лисенка, «Стійкий олов'яний солдатик» С. Баневича, «Орфей і Евридіка» К. Глюка, «Перса Тиресія» Ф. Пуленка, «Монологи Джульєтти» В. Губаренка.
Постійна учасниця всеукраїнських виставок.
На виставці «Барвистий травень» Олена Куца-Чапенко представила серію вишитих рушників, які є традиційними творами українського ужиткового мистецтва Центральної України, а також текстильних панно, створених за допомогою традиційних рушникових швів та полтавської гладі.

## Техніки
Твори художниці продовжують традиції українського народного розпису. Також працює в жанрі народного примітивізму.

## Нагороди
- Київська пектораль (2011)